# Łęgoń
Łęgoń (pol. hist. Łagnowo, niem. Langenau) – wieś w Polsce położona w województwie lubuskim, w powiecie wschowskim, w gminie Wschowa.

## Historia
Miejscowość pierwotnie związana była z Dolnym Śląskiem oraz z Wielkopolską. Miejscowość istnieje od XIV wieku lub co najmniej od wieku XV. Wymieniona została w falsyfikacie zapisanym w XV wieku pod datą 1311 jako Langenow, w 1528 Langnowo, Lagniewo, Łagnowo. Nazwa Łagnowo dawniej obejmowała dwie becne wsie Łęgoń oraz Cieniawę.
Miejscowość leżała na granicy Wielkopolski i Śląska. W połowie należała do opactwa cystersów w Lubiążu, a w połowie do szlachty wielkopolskiej z Korony Królestwa Polskiego. Inwentarz dóbr starostwa wschowskiego z 1758 mówi o folwarku w Łęgoniu - „wsi częścią do Polski, częścią do Śląska należącej".
Wieś po raz pierwszy odnotowana została w falsyfikacie zapisanym w XV wieku datowanym na 1311, w którym Henryk książę głogowski zaświadczył, że Ramfold Filcz sprzedał za 400 grzywien wieś Łęgoń w dystrykcie Góra wraz z sądownictwem wyższym i niższym opatowi lubiąskiemu. W 1326 Jan książę ścinawski zatwierdził klasztorowi w Lubiążu posiadanie przywilejów i dóbr, m.in. wsi Łęgoń. W 1585 Łukasz Rydzyński zapisał swojej żonie Annie Rokossowskiej po 12 000 złotych posagu i wiana na Jarogniewicach i Kawczynie leżących w powiecie kościańskim, a także Świdnicy i Kowalewie w powiecie wschowskim oraz opustoszałej wsi Łęgoń w księstwie głogowskim.
W 1529 wieś należała do dystryktu Góra, a w 1528 i 1585 odnotowana została w księstwie głogowskim. Była wsią graniczną podzieloną na dwie części. W początku XVI wieku szczegółowo opisano okolice wsi. W 1528 miejscowość została odnotowana w recesie granicznym przy opisie granicy Wielkopolski z Dolnym Śląskiem. Przebiegała ona przez drogę z Łęgonia do Świdnicy (wtedy nazywana była Siedlnicą) w Koronie Królestwa Polskiego, a Łęgoniem znajdującym się w księstwie. Granicę wyznaczał kopiec położony poomiędzy dębem oznaczonym krzyżem, a strugą płynącą od młyna w Łęgoniu. Od kopca granica biegła do drogi z Łęgonia do Kowalewa i dalej drogą oraz strugą płynącą od młyna w Łęgoniu do młyna Zulcz, a od niego do brodu zwanego Hundsloch aż do łąki w Łęgoniu. Wójtostwo w Łęgoniu posiadali wówczas od wielu lat szlachcice z Polski. Granica pomiędzy Świdnicą, a Łęgoniem biegła dalej od brodu łęgnowskiego drogą w stronę Święciechowy i Rydzyny aż do drogi Hundsloch, która biegnie z Góry do Głogowa. Drogę tę nazywano "Polską Drogą" i stanowiła ona granicę wsi Siedlnica i Olbrachcice w Koronie Królestwa Polskiego oraz Bronie i Lęgoń w księstwie głogowskim aż do kopca narożnego dzielącego Olbrachcice, Długie, Bronie i Łęgoń.
W 1791 miejscowość została oznaczona na mapie Karola Perthéesa, który osobno zaznaczył folwark Langnowo oraz wieś Langenau. Folwark leżący po stronie polskiej przekształcił się w odrębną osadę, należącą do powiatu wschowskiego Korony Królestwa Polskiego, a pierwotna wieś Łęgoń (zwana wówczas Łagnowo) należała do powiatu górowskiego w księstwie głogowskim. Oba sąsiadujące ze sobą osady nosiły jednak nadal tę samą nazwę Langenau. W 1945 władze polskie nadały wsi w powiecie wschowskim nazwę Łęgoń. Natomiast wsi leżącej w powiecie górowskim nadały nazwę Cieniawa.
W latach 1975–1998 miejscowość administracyjnie należała do województwa leszczyńskiego.
25 czerwca 2009 roku sołectwo zamieszkiwało 222 mieszkańców.